# Pasadena Challenger
Il Pasadena Challenger è stato un torneo professionistico di tennis giocato su campi in cemento. Faceva parte dell'ATP Challenger Series. L'unica edizione si è disputata a Pasadena negli Stati Uniti.

## Albo d'oro

### Singolare
| Anno | Campione     | Finalista        | Punteggio     |
| ---- | ------------ | ---------------- | ------------- |
| 1978 | Jorge Andrew | John Chris Lewis | 5–7, 6–3, 6–3 |

### Doppio
| Anno | Campioni                    | Finalisti                | Punteggio |
| ---- | --------------------------- | ------------------------ | --------- |
| 1978 | Tom Leonard Jerry Van Linge | Warren Eber Glen Holroyd | 6–3, 7–6  |